# Даллас Адамс
Даллас Адамс (англ. Dallas Adams; нар. 17 лютого 1947, Кемден, Великий Лондон, Англія, Велика Британія — пом. 29 серпня 1991, Кемден, Великий Лондон, Англія, Велика Британія) — англійський актор кіно та телебачення. Помер від СНІДу.

## Фільмографія
- 1991 — Король Ральф / King Ralph — відвідувач стриптиз-клубу
- 1991 — Пуаро Аґати Крісті / Agatha Christie's Poirot — Гуд
- 1987 — Арбалет / Crossbow — Ягуар
- 1987 — Пулавський / Pulaski — Лісон
- 1986 — Починаючи /Starting Out — містер Крісті
- 1986 — Котяче око / Cat's Eye — Еванс
- 1985 — ГУЛАГ / Gulag — Пірсон
- 1985 — Містер Палфрі з Вестмінстеру / Mr. Palfrey of Westminster — Роч
- 1984 — Робін з Шервуда / Robin of Sherwood — Пітер Верделет
- 1984 — Доктор Хто / Doctor Who — Говард Фостер, професор
- 1983 — Бержерак / Bergerac — адвокат
- 1980 — Загублене плем'я / The Lost Tribe — Вольф Капінський
- 1976 — Космос: 1999 / Space: 1999 — Сем
- 1974 — З могили / From Beyond the Grave — молодий чоловік, новий власник квартири
- 1973 — Франкенштейн: Справжня історія / Frankenstein: The True Story — Фелікс
- 1973 — Змова Донаті / The Donati Conspiracy — брат Мартін
- 1971 — Банда Фенн-Стріт / The Fenn Street Gang — Нік
- 1971 — Огидний доктор Фібс / The Abominable Dr. Phibes — поліціянт
- 1968 — Сон літньої ночі / A Midsummer Night's Dream — епізодична роль
- 1968 — Все добре, що добре закінчується / All's Well That Ends Well —
- 1967 — Ігри по середах / The середу Play — відвідувач нічного клубу